# 长叶莴苣
长叶莴苣（学名：Lactuca dolichophylla）为菊科莴苣属的植物。分布于巴基斯坦、克什米尔、印度、尼泊尔、阿富汗以及中国大陆的云南等地，生长于海拔1,825米至2,400米的地区，一般生长在沙地灌丛中，目前尚未由人工引种栽培。